# Kazeem Nosiru
Kazeem Nosiru (* 25. November 1974 in Lagos) ist ein ehemaliger nigerianischer Tischtennisspieler mit internationaler Karriere in den 1990er und 2000er Jahren. Bei afrikanischen Kontinentalturnieren gewann er mehrere Medaillen, zudem nahm er bis 2011 an neun Weltmeisterschaften sowie an drei Olympischen Spielen teil.

## Werdegang
Zahlreiche Erfolge erzielte Kazeem Nosiru bei Afrikameisterschaften, an denen er mindestens viermal teilnahm. Viermal holte er  Gold, nämlich 1992 im Doppel (mit Segun Toriola) und mit der nigerianischen Mannschaft, 1994 im Teamwettbewerb sowie 1996 im Einzel. Dazu kommen noch vier Silbermedaillen. Bei den African Games siegte er 1999 im Doppel mit Segun Toriola und mit der Mannschaft und erreichte mit Atisi Owoh im Mixed das Endspiel. 2003 holte er mit der Mannschaft nochmals Gold. 2007 wurde er bei den Commonwealth-Meisterschaften Erster im Doppel mit Monday Merotohun.
Bis 2011 wurde Kazeem Nosiru neunmal für Weltmeisterschaften nominiert (1993, 1999, 2000, 2003, 2004, 2005, 2006, 2007, 2008), kam dabei jedoch nie in die Nähe von Medaillenrängen. Ebenso chancenlos war er bei den Olympischen Spielen 2000, 2004 und 2008.
Seine beste Weltranglisten-Position wurde im Januar 2001 mit Platz 187 registriert.
Seit der Saison 2021/22 spielt Kazeem Nosiru in der Oberliga beim deutschen Verein TTC BW Brühl-Vochem.

## Spielergebnisse bei den Olympischen Spielen
- Olympische Spiele 2000 Doppel mit Segun Toriola in Vorgruppe B[3]
  - Siege: Chetan Baboor/Raman Subramanyan (Indien)
  - Niederlagen: Danny Heister/Trinko Keen (Niederlande)
- Olympische Spiele 2004 Doppel mit Peter Akinlabi[4]
  - Runde 1: Siege gegen Juan Papic/Alejandro Rodríguez (Chile)
  - Runde 2: Niederlage gegen Michael Maze/Finn Tugwell (Dänemark)
- Olympische Spiele 2008 Team mit Monday Merotohun, Kazeem Nosiru, Segun Toriola in Gruppe D[5]
  - Das Team kam mit einem Sieg und zwei Niederlagen auf den geteilten letzten Platz neun.

## Turnierergebnisse
| Verband | Veranstaltung       | Jahr | Ort          | Einzel         | Doppel         | Mixed      | Team |
| ------- | ------------------- | ---- | ------------ | -------------- | -------------- | ---------- | ---- |
| NGR     | Afrikameisterschaft | 1992 | Lagos        |                | Winner         | Runn-up    | 1    |
| NGR     | Afrikameisterschaft | 1994 | Cairo        |                | Halbfinale     |            | 1    |
| NGR     | Afrikameisterschaft | 1996 | Nairobi      | Winner         | Halbfinale     | Halbfinale |      |
| NGR     | Afrikameisterschaft | 2002 | Bizerte      | QF             | Runn-up        | Runn-up    | 2    |
| NGR     | African games       | 1999 | Johannesburg | QF             | Winner         | Runn-up    | 1    |
| NGR     | Olympische Spiele   | 2000 | Sydney       | dnp            | Lost 1st stage |            |      |
| NGR     | World Cup           | 1997 | Nimes        | 13-16th places |                |            |      |
| NGR     | Weltmeisterschaft   | 1993 | Gothenburg   | Qual           | Qual           | dnp        | 34   |
| NGR     | Weltmeisterschaft   | 1999 | Eindhoven    | Rd of 128      | Rd of 128      | Rd of 128  | 41   |
| NGR     | Weltmeisterschaft   | 2000 | Kuala Lumpur | Rd of 128      | Rd of 128      | Rd of 128  | 41   |